# 鲁伊 (塞纳-马恩省)
鲁伊（法語：Rouilly，法語發音：[ʁuji] ⓘ）是法国塞纳-马恩省的一个市镇，属于普罗万区。

## 地理
鲁伊（48°35'0"N, 3°17'12"E）面积7.62 平方千米，位于法国法蘭西島大區塞纳-马恩省，该省份为法国北部内陆省份，北起瓦兹省，西接埃松省、马恩河谷省、塞纳-圣但尼省和瓦兹河谷省，南至卢瓦雷省，东南接约讷省，东临马恩省和奥布省，东北接埃纳省。
与鲁伊接壤的市镇（或旧市镇、城区）包括：圣伊利耶、莫尔特里、普罗万、圣布里斯、武尔通。

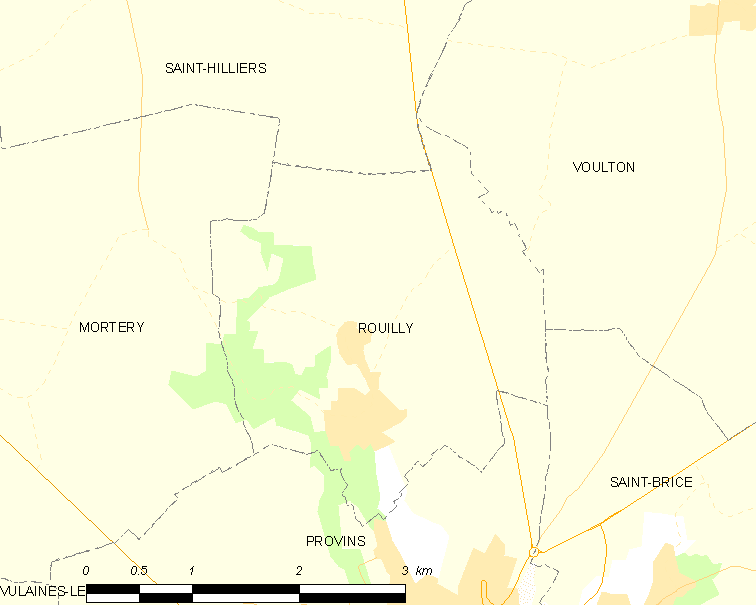
的OSM定位图

鲁伊的时区为UTC+01:00、UTC+02:00（夏令时）。

## 行政
鲁伊的邮政编码为77160，INSEE市镇编码为77391。

## 政治
鲁伊所属的省级选区为普罗万县。

## 人口

1962-2008年间人口变化图示

鲁伊于2022年1月1日时的人口数量为495人。